# Jason Plato

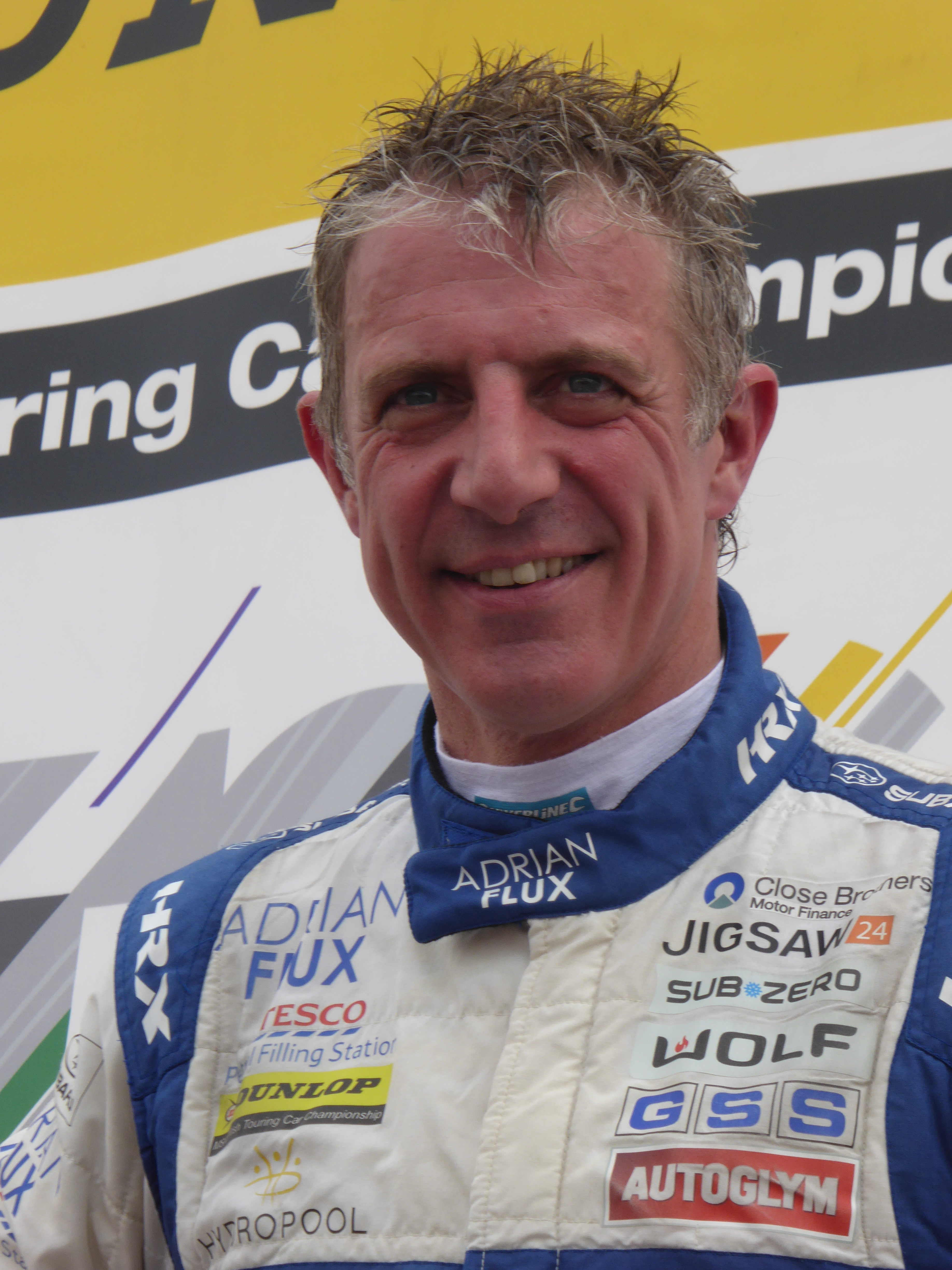
Jason Plato (2017)

Jason Plato (Oxford, Engeland, 14 oktober 1967) is een Brits autocoureur. Hij woont in Monte Carlo. Hij won het BTCC kampioenschap in 2001 en 2010. Daarnaast eindigde hij zeven keer in de top 5.

## Carrière

### Vroege carrière
Na begonnen te zijn in het karten ging hij naar de British F3 en de Britse Formule Renault waar hij in 1991 het winterkampioenschap won. In 1996 startte hij in het Renault Spider-kampioenschap, dat hij won. Door die winst kreeg hij een zitje in het Williams-Renault BTCC team in 1997.

### BTCC deel 1
Hij vertrok de eerste drie races van pole. Van die races won hij er twee. Uiteindelijk werd hij in 1997 derde. Het kampioenschap werd gewonnen door Alain Menu. Daarna werd hij drie keer derde. In 2000 voegde hij zich bij het Vauxhall-team. In[2001 werd de BTCC een low-cost raceklasse waardoor grote namen vertrokken. Hij won het kampioenschap voor teamgenoot Yvan Muller.

### Stock car
Omdat hij altijd al in de NASCAR wilde rijden, maakte hij een stap in die richting door te racen in het NASCAR kampioenschap in 2002. Dat seizoen werd hij derde in het kampioenschap. Omdat hij niet geheel tevreden was keerde hij terug bij team SEAT in het BTCC in 2004.

### BTCC deel 2
In 2003 werkte hij bij team SEAT om de auto te ontwikkelen, maar in 2004 begon hij met werken als coureur daar. Hij werd derde dat jaar en haalde de meeste overwinningen van iedereen. Omdat 2005 in het BTCC werd gedomineerd door de Honda's van Team Dynamics kwam Plato niet verder dan een vierde plek met drie overwinningen.
2006 was het jaar dat team SEAT met de nieuwe Seat Leon ging racen. Hij was de enige coureur in het driekoppige team dat alle tien de races uitreed. Hij won de eerste race op Croft Circuit. De tweede race was zijn tweehonderdste start in het BTCC. Hij eindigde als tweede in het kampioenschap.

## Andere activiteiten
Plato presenteert het Britse autoprogramma Fifth Gear. Ook doet hij mee samen met stuntvrouw Tania Zaetta aan Mission Implausible.
Naast het BTCC rijdt Plato in de Bathurst 1000 en de Sandown 500, de zwaarste endurance races in Australië.

## Trivia
- Plato heeft een autoverzameling met een Porsche 911 Turbo met als nummerplaat PLATO, een BMW Z4 en een Seat Leon Cupra R.